# Chrysendeton autobella
Chrysendeton autobella là một loài bướm đêm trong họ Crambidae.